# Grotestedenbeleid
Het grotestedenbeleid (GSB) is in 1994 door de Nederlandse rijksoverheid opgezet als speerpunt van het kabinet-Kok I. Het werd opgezet onder leiding van staatssecretaris Jacob Kohnstamm (D66), en tijdens het tweede Paarse kabinet voortgezet door minister Roger van Boxtel (D66). Onder de kabinetten-Balkenende verdween het naar de achtergrond. De minister voor het grotestedenbeleid en integratie werd vervangen door een minister voor Immigratie, Integratie en Asiel.
De 45 betrokken gemeenten omvatten de 32 steden van 100.000 of meer inwoners, en daarnaast de 13 grotere middelgrote. Er bestaat ook een netwerk van middelgrote gemeenten, M50, dat zich richt op gemeenten van 30.000 tot 80.000 inwoners.

## Van G4 naar G44
Onder Paars richtte het beleid zich op de vier grote steden, Den Haag, Utrecht, Rotterdam en Amsterdam (de G4). Later werd het uitgebreid met nog eens 27 grote en middelgrote gemeenten (de G27). Op 28 april 2009 zijn hier de gemeenten Almere, Apeldoorn, Ede, Haarlemmermeer en Zoetermeer (de zogenoemde Ortega-gemeenten) bij gekomen, per 1 maart 2011 Delft en Gouda, per 1 mei 2014 Oss, per 25 september 2014 Roosendaal, per 20 november 2014 Alphen aan den Rijn per 2 december 2016 Hoorn, en per 1 januari 2018 Assen en Hilversum, waardoor het totaal G32-gemeenten op 40 komt. Naar aanleiding daarvan besloot het Stedennetwerk G32 zich met ingang van 2018 Stedennetwerk G40 te noemen. Op 1 juli 2022 is Amstelveen bij het stedennetwerk G40 gekomen, waardoor het totaal G40-gemeenten op 41 komt. Daarmee komt dus het totale aantal (middel)grote steden op 45. Dit zijn de G4 en de G40 (of G27 of G32, naar eerdere aantallen). Ze worden bij elkaar wel de G31-gemeenten genoemd, naar het oorspronkelijke aantal.
Burgemeester van Breda, Paul Depla, is sinds 15 maart 2019 voorzitter van het G40-netwerk. Zijn voorganger, de burgemeester van Leeuwarden Ferd Crone, was van 25 september 2014 tot 15 maart 2019 voorzitter.

## G4
De G4 bestaat uit:
- Amsterdam
- Den Haag
- Rotterdam
- Utrecht

## G40
De G40-gemeenten zijn:
| - Alkmaar - Almelo - Almere - Alphen aan den Rijn - Amersfoort - Amstelveen - Apeldoorn - Arnhem - Assen - Breda - Delft - Deventer - Dordrecht - Ede | - Eindhoven - Emmen - Enschede - Gouda - Groningen - Haarlem - Haarlemmermeer - Heerlen - Helmond - Hengelo - 's-Hertogenbosch - Hilversum - Hoorn - Leeuwarden | - Leiden - Lelystad - Maastricht - Nijmegen - Oss - Roosendaal - Schiedam - Sittard-Geleen - Tilburg - Venlo - Zaanstad - Zoetermeer - Zwolle |

## Doel
Het grotestedenbeleid heeft als doel het wonen, werken en leven in de 45 grote steden te verbeteren. In het grotestedenbeleid wordt voor een periode van 5 jaar afgesproken welke resultaten op verschillende terreinen gehaald moeten worden. In het beleid wordt aan de steden overgelaten hoe deze resultaten behaald gaan worden.